# Aivar
Aivar ist ein estnischer männlicher Vorname. Die lettische Form des Namens ist Aivars.

## Namensträger
- Aivar Anniste (* 1980), estnischer Fußballspieler
- Aivar Mäe (* 1960), estnischer Dirigent
- Aivar Rehemaa (* 1982), estnischer Skilangläufer
- Aivar Sõerd (* 1964), estnischer Politiker und Finanzexperte